# گرزم
گُرَزْم نام دو تن از شخصیت‌های شاهنامه که یکی برادر اعیانی اسفندیار است و او بدگویی اسفندیار را پیش گشتاسب کرد و گشتاسب اسفندیار را بند فرمود. و دیگر نام یکی از قهرمانان تورانی
. این نوشتار درباره‌ی شخص نخست است.
در شاهنامه فردوسی نسخه مسکو و تاریخ بلعمی نام او گُرَزم آمده است  ،. در شاهنامه تصحیح دکتر جلال خالقی مطلق و همچنین شاهنامه موسوم به شاهنامه سعدلو این نام به صورت کُرَزم آمده است. در تاریخ طبری از او به نام قرزم و در غررالسیر ثعالبی که ترجمه شاهنامه است از او به نام کَردَم نام برده شده است ،. 
که این تغییر شکل نام گرزم را می‌توان به دلیل نبود حرف «گ» در زبان عربی و سایر عوامل از جمله کتابت گوناگون کاتبان دانست.

## داستان گرزم
گرزم نزد گشتاسپ به دروغ سخن‌چینی اسفندیار را می‌کند. گرزم به گشتاسپ گفته بود که اسفندیار در اندیشه گرفتن و بستن توست تا خود بر تخت نشیند. پادشاه این دروغ را باور می‌کند و می‌خواهد اسفندیار را به بند کشد اما این راه چندان ساده نیست، ساخت و ساز تمام می‌خواهد. بزرگان را فرا می‌خواند و می‌پرسد چه می‌گویید درباره‌ی فرزندی که نه تنها تاج و تخت پدر،  بلکه مرگ او را خواهان است. و «بزرگان» که همان گرزم‌هایی به  نام‌های دیگرند،  می‌گویند چنین فرزندی مباد. گشتاسب اسفندیار را در گنبدان‌دژ به زندان می‌افکند و خاطرش آسوده می‌گردد. 
گشتاسپ نیازمند چنین نعمتی [گرزم] است که در این زمان گرزم فرامی‌رسد و با چند کلمه ساده وجدان بی‌آرام و شاید شرم‌زدهٔ گشتاسپ را آسودگی می‌بخشد. گشتاسپ باید دروغ گرزم را باور بدارد و باور می‌دارد، زیرا این دروغ سروش جان و دل گنه‌کار اوست..
دستگیری و تبعید اسفندیار نه از زبان گشتاسب که از زبان گرزم بیرون می آید. در اینجا خواسته حداکثری گشتاسب که همان کنار گذاشتن پسر از قدرت است، با خواسته حداقلی گرزم محقق می شود. اسفندیار که بعد از پیروزی بر دشمنان در انتظار قدرشناسی و جانشینی پدر بود، در بند و قفل و زنجیر می‌شود؛ اما نقش کلیدی «گرزم»ها نه در پیروزی، که در شکست‌هاست. آنجایی که ادامه حیات دولت نیاز به یک قربانی دارد. او چون خائنی است که آگاهانه یا ناآگاهانه گشتاسب را فریب داده است. گشتاسب پس از شکست از ترکان چین، جاماسب، عقل منفصل خود را فرامی‌خواند تا راه چاره‌ای پیدا کند؛ اما راهی جز بازگشت اسفندیار وجود ندارد. او باید بازگردد تا دوباره حیات دولت را احیا کند. اینجاست که گشتاسب تظاهر می‌کند که بیهوده فریب گرزم را خورده است. این همان نقش کلیدی گرزم است که از نقش اول او فراتر می رود. جاماسب به کوهستان می رود تا دل اسفندیار را نرم کند؛ اما پسری که از پدر رکب خورده، سخت دل می‌بازد.
زمانی که جاماسب به اسفندیار می‌رسد اسفندیار به او می‌گوید همانا گرزم فرزند شاه است، نه من.
| مرا بند کردند بر بی‌گناه |  | همانا کرزم است فرزند شاه |

جاماسب هم نقش تاریخی اش را بلد است و اسفندیار را به یاری سپاه گشتاسپ می‌فرستد. اسفندیار پس از آزادی از بند ابتدا 
باید پدر را از کوهستان که تورانیان محاصره اش کرده‌اند، نجات دهد. 
اسفندیار در نزدیکی کمینگاه نعش غرقه به خون گرزم را که به دست تورانیان کشته شده می‌بیند. از نظر اسفندیار، گرزم به چاهی در افتاد که خود کنده بود.

## داستان گرزم درشاهنامه فردوسی[۳]

### سخن‌چینی گرزم نزد گشتاسپ
گرزم با مقدمه‌چینی نزد گشتاسپ از اسفندیار بدگویی می‌کند و گشتاسپ حرف گرزم را باور و نامه‌ای به جاماسب می‌سپارد که اسفندیار را نزد من آورید.
| یکی روز بنشست کی شهریار         |  | به رامش بخورد او می خوش‌گوار      |
| یکی سرکشی بود نامش گرزم         |  | گوی نامجو آزموده به رزم          |
| به دل کین همی داشت ز اسفندیار   |  | ندانم چه‌شان بود از آغاز کار      |
| به هر جای که‌آواز او آمدی        |  | ازو زشت گفتی و طعنه زدی          |
| نشسته بد او پیش فرخنده شاه      |  | رخ از درد زرد و دل از کین تباه   |
| فراز آمد از شاهزاده سخُن         |  | نگر تا چه بد آهو افگند بُن        |
| هوازی یکی دست بر دست زد         |  | چو دشمن بود گفت فرزند بد         |
| فرازش نباید کشیدن به پیش        |  | چنین گفت آن موبد راست کیش        |
| که چون پور با سهم و مهتر شود    |  | ازو باب را روز بتر شود           |
| رهی کز خداوند سر برکشید         |  | از اندازه‌اش سر بباید برید        |
| چو از رازدار این شنیدم نخست     |  | نیامد مرا این گمانی درست         |
| جهان‌جوی گفت این سخن چیست باز    |  | خداوند این راز که وین چه راز     |
| کیان شاه را گفت کای راست گوی    |  | چنین راز گفتن کنون نیست روی      |
| سر شهریاران تهی کرد جای         |  | فریبنده را گفت نزد من آی         |
| بگوی این همه سر بسر پیش من      |  | نهان چیست زان اژدها کیش من       |
| گرزم بد آهوش گفت از خرد         |  | نباید جز آن چیز کاندر خورد       |
| مرا شاه کرد از جهان بی‌نیاز      |  | سزد گر ندارم بد از شاه باز       |
| ندارم من از شاه خود باز پند     |  | وگر چه مرا او را نیاد پسند       |
| که گر راز گویمش و او نشنود      |  | به از راز کردنش پنهان شود        |
| بدان ای شهنشاه که‌اسفندیار       |  | بسیچد همی رزم را روی کار         |
| بسی لشکر آمد به نزدیک اوی       |  | جهانی سوی او نهادست روی          |
| بر آنست اکنون که بندد تو را     |  | به شاهی همی بد پسندد تو را       |
| توراگر به دست آورید و ببست      |  | کند مر جهان را همه زیردست        |
| تو دانی که آنست اسفندیار        |  | که اورا به رزم اندرون نیست یار   |
| چو حلقه کرد آن کمند بتاب        |  | پذیره نیارد شدن آفتاب            |
| کنون از شنیده بگفتمت راست       |  | تو به دان کنون رای و فرمان تراست |
| چو با شاه ایران گرزم' این براند |  | گو نامبردار خیره بماند           |
| چنین گفت هرگز که دید این شگفت   |  | دژم گشت وز پور کینه گرفت         |
| نخورد ایچ می نیز و رامش نکرد    |  | ابی بزم بنشست با باد سرد         |
| از اندیشگان نامد آن شبش خواب    |  | ز اسفندیارش گرفته شتاب           |
| چو از کوهساران سپیده دمید       |  | فروغ ستاره ببد ناپدید            |
| بخواند آن جهاندیده جاماسپ را    |  | کجا بیش دیدست لهراسپ را          |
| بدو گفت شو پیش اسفندیار         |  | بخوان و مر او را به ره باش یار   |
| بگویش که برخیز و نزد من آی      |  | چو نامه بخوانی به ره بر مپای     |
| که کاری بزرگست پیش اندرا        |  | تو پایی همی این همه کشورا        |
| یکی کار اکنون همی بایدا         |  | که بی‌تو چنین کار برنایدا         |
| نوشته نوشتش یکی استوار          |  | که این نامور فرخ اسفندیار        |
| فرستادم این پیر جاماسپ را       |  | که دستور بد شاه لهراسپ را        |
| چو او را ببینی میان را ببند     |  | ابا او بیا بر ستور نوند          |
| اگر خفته‌ای زود برجه به‌پای       |  | وگر خود بپایی زمانی مپای         |
| خردمند شد نامهٔ شاه برد          |  | به تازنده کوه و بیابان سپرد      |

### رسیدن اسفندیار نزدفرشیدوردمجروح
زمانی که اسفندیار از دژ گنبدان آزاد می‌شود به بدن مجروح برادرش فرشیدورد می‌رسد در گفتگو با برادرش،  فرشیدورد یکی از دلایل شکست ایرانیان را در بند بودن اسفندیار به خاطر سخن‌چینی گرزم می‌داند.
| بدو گفت کای شاه پرخاشجوی    |  | تو را این گزند از که آمد به روی |
| کزو کین تو باز خواهم به جنگ |  | اگر شیر جنگیست او گر پلنگ       |
| چنین داد پاسخ که ای پهلوان  |  | ز گشتاسپم من خلیده‌روان          |
| چو پای ترا او نکردی به بند  |  | ز ترکان بما نامدی این گزند      |
| همان شاه لهراسپ با پیر سر   |  | همه بلخ ازو گشت زیر و زبر       |
| ز گفت گرزم آنچ بر ما رسید   |  | ندیدست هرگز کسی نه شنید         |
| بدرد من اکنون تو خرسند باش  |  | به گیتی درخت برومند باش         |

### رسیدن اسفندیار بر جسد گرزم
زمانی که اسفندیار بر سر کشته گرزم می‌رسد و جسد خاک‌آلود او را می‌بیند در شاهنامه چنین آمده است:
| وزانجا بیامد بدان جایگاه      |  | کجا شاه گشتاسپ گم کرد راه    |
| بسی مرد ز ایرانیان کشته دید   |  | شده خاک و ریگ از جهان ناپدید |
| همی زار بگریست بر کشتگان      |  | پر از درد دل شد ازان خستگان  |
| به جایی کجا کرده بودند رزم    |  | به چشم آمدش زرد روی گرزم     |
| به نزدیک او اسپش افگنده بود   |  | برو خاک چندی پراگنده بود     |
| چنین گفت با کشته اسفندیار     |  | که ای مرد نادان بد روزگار    |
| نگه کن که دانای ایران چه گفت  |  | بدانگه که بگشاد راز از نهفت  |
| که دشمن که دانا بود به ز دوست |  | ابا دشمن و دوست دانش نکوست   |
| براندیشد آنکس که دانا بود     |  | به کاری که بر وی توانا بود   |

## داستان گرزم در غررالسیرثعالبی[۱۳]
گشتاسپ همدمی به نام کردَم داشت که بر او چیره بود و گشتاسپ همواره سخن او را می پذیرفت. او کینه سختی به اسفندیار داشت و بر او رشک می‌برد.  کردَم میان پدر پسر سخن‌چینی می‌کرد و می‌کوشید که میان آن را برهم بزند و همواره می‌کوشید اسفندیار را در پیش پدر زشت فرانماید. او به گشتاسب می‌گفت اسفندیار کسی است که هیچ زنی چنین فرزندی نزاده و هیچ چشمی مانند او ندیده است. لیکن او کارها را برای خود می‌گستراند و آرزو و سودای شاهی در سر می‌پروراند و بر آن است که بر تو بشورد و آسیب برساند. اینک او به چنان پایگاه والایی رسیده که من از فرجام‌ آن بیمناکم و از  پیشامدی که به آسانی نتوان آن را دریافت دل آسوده نیستم.  شب و روز چنان از این سخنان گفت و از اسفندیار بدگویی کرد که در دل گشتاسپ نشانه گذاشتن و او را نگران ساخت و آرام از او گرفت. گشتاسپ جاماسب را به سوی اسفندیار فرستاد و او را پیش خواند جاماسب به نزد اسفندیار آمد و پیام پدر را رساند و او را از بد سرشتی کردم  و سخن‌چینی‌های وی و آن‌چه بر او بسته، ( اسفندیار خود کم‌و‌بیش چیزهایی از آن شنیده بود) آگاه کرد.
اسفندیار سرگردان و درمانده شد و با خود گفت اگر نافرمانی کنم سخن دشمن پیش پدر راست خواهد نمود و اگر بپذیرم گمانی نیست که به دست پدر به من آسیب خواهد رسانید. با این همه درست آن است که از فرمان پدر درنگذرم. پس از جاماسب خواست که اندکی نزد وی درنگ کند تا از هم‌سخنی و هم‌نشینی او برخوردار گردد و پس از آن همراه او به پیشگاه پدر برود. جاماسب پیشنهاد اسفندیار را نپذیرفت و گفت: شاه به من فرمان داده که بر درنگ و آهستگی با تو نسازم و از هیچ شتاب و شتابیدن فرونگذارم. اسفندیار ناگزیر سپاه را به فرزندان سپرد. و بپا خاست و با جاماسب روانه پیشگاه شد و چون به نزد پدر رسید، او را نماز برد و پیش وی بپا ایستاد.  گشتاسب به اسفندیار رو کرد و گفت: آیا سزای پرورش و برداشت و گرامی داشتن من این است که در اندیشه نافرمانی  من برآیی و بخواهی بر من بشوری؟ اسفندیار گفت: شاها کدام نافرمانی از من دیده‌ای و یا چه گناهی از من سر زده است؟ من از نافرمانی و تباه کردن حقی که بر من داری به خدا می‌پناهم. و پیوسته با همه توان از نیکورایی و پاکدامنی خود سخن می‌گفت و می‌کوشید بی‌گناهی خود را استوار سازد، لیکن بهره جز سخت‌دلی و خشمگینی گشتاسب نداشت. پس اسفندیار گفت: با تو چنان کنم که پندی باشد برای فرزندانی که برای پدر، رای بد در دل می‌پرورانند و بردگانی که بر خداوندگار‌شان می‌شورند.
آنگاه آهنگران را پیش خواند و فرمود که اسفندیار را به زنجیر کشند و به کند و بند بسته و سوار بر پیل نشانده و به دژ کمندان بردند و نگهبانان بر او بگمارند فرمان گشتاسب را به کار بستند. حال اسفندیار در آنجا چنان بود که بیننده را به هراس و دلسوزی وامی‌داشت. چهار فرزندش نیز به پدر پیوستند تا در گرفتاری با او انباز شوند و حق فرزندی گذارند. گشتاسب با سپاهیانش برای سرکشی و بازدید از قلمرو خویش به سوی شهرها روان شد و برای نیرو بخشیدن به کیش زرتشت کوشش تازه‌ای آغاز کرد؛ چون گزارش زندانی شدن اسفندیار پراکنده گشت بود کشور دچار نابسامانی گردید و سرکشان سر برآوردند و سپاهیان از فرمان گشتاسپ سرپیچدند و مردم  شهرها را رها کردند و در تباهی در همه جا پدیدار گشت.
در این میان ارجاسب نیز فرصت را غنیمت شمرد که آهنگ ایران کند. پس به فرماندهان خود گفت: گشتاسب نابخرد ستون کشورش را به بند کشیده و به دست خود خویش را خوار کرده است. کنون که سایه اسفندیار از روی کشور کنار رفته و کارها بر سر او ریخته، هنگام آن است که نخست بر بلخ فرود آییم و پس بر دیگر شهرها، خونخواهی و کینه‌توزی کنیم و دارایی‌های ایران را به دست آوریم و بر دشمن چیره شویم سران رای او را راست انگاشتند و از فرمان‌ او پیروی کردند.
...

### رهایی از بند و رفتن به جنگ با ارجاسپ
و سپس با آوردگاه آمد همه جا را از تن‌های بی‌جان [برادران و] سپاهیان انباشته دید. اشک از دیدگانش سرازیر شد. در میان کشتگان لاشه کردم سخن‌چین را هم دید و گفت: ای بدبخت این جهان و آن جهان! چه تو را بر آن داشت که ایران را به آتش بد نهادی خود بسوزانی و از من پیش پدر بدگویی کنی چندآنکه پدر مرا به بند کشید و به زندان افکند تا ترکان از زندانی بودن من بهره گیرند و دلیر شوند و به کشور من و کسان من بتازند! تو با زبان پلید خود زخمی زدی که گذشت روزگار آن را بهبود نتواند بخشید. اکنون پادافره گزند خود را بچش و چون سگی از همین‌جا دور شو و به آتش دوزخ درآی. از آنجا گذشت چون پاسی از شب برامد لشکرگاه و ترکان رسید به یمن بهروزی و دلاوری خویش کندگی راه را انباشت و با یاران از کندک گذشت با هشتاد تن سواران از پیشروان ارز جاست برخورد کرد. 
....
.

## داستان گرزم درتاریخ بلعمی[۲]
پس چون سال چند بر این روزگار برآمد، مردی بود نام او گرزم و از وزیران  گشتاسپ بود. و به مکان اسفندیار و مرتبتِ او حسد آمدش و [دل] گشتاسب را بر او تباه کرد. و گشتاسب را گفت: اسفندیار از تو نه اندیشد و نه هراسد، که او از تو مردانه‌تر است و اندر ملک طمع کرده است که تو را بکشد و به دست فروگیرد. پس از گشتاسب با او مدارا همی کرد. و او را هر سالی به حربی فرستاد که کشته شود. و اسفندیار از هر حربی پیروز بازگشتی و مظفر آمدی.
تا آخر کار که گشتاسپ خواست که سوی کرمان نیز میسد و آن پادشاهی بگیرد، و زرتشت او را بر این آورده بود. چون این عزم درست کرد از اسفندیار بیندیشید و همی ترسید و ندانست که با او چه کند. ترسید که اگر او را با خویشتن بَرَد راه اندر دست یابد و او را تباه کند و مُلکِ او بگیرد و اگرش به بلخ دست بازدارد مُلکِ او، رایگان بگیرد و نیز گشتاسپ را با خویشتن آنجا راه ندهد. و به سگالش و رأیِ گرزم بر آن ایستاد که اسفندیار را بند کند و به زندان اندر دارد. 
آنگاه بفرمود تا آهن بسیار آوردند و سلاسل و  قیود محکم ساختند و او را بر آن استوار ببستند و به قلعه محکم محبوس گردانیدند. و پدر خویش لهراسب را بدان پیری که بود بر بلخ به مملکت خویش خلیفت کرد و مُلک بدو سپرد.
و زنی بود گشتاسب را به محل اعتماد، نام او حوطس خواسته ها و خزاین و گوهرها بدو سپرد و لشکر کشید به سوی کرمان و پارس. جاسوسان خبر به مَلِکِ ترک بردند که گشتاسب اسفندیار را به بند کرد و خود برفت و فلان جانب. او از این خبر شادمان شد و طمع کرد، اندر مملکتِ گشتاسپ و میدان خالی یافت. 
چون گشتاسب از نواحی مملکت خویش دور افتاد، خرزاسپ و ترکان را مبارزی بود نام او کهرم و او را بر مقدمهٔ لشکر فرستاد و خود از پس از تاختن آورد و بلخ شایگان.  و لهراسپِ ضعیف پیر را بکشت، و مُلک بگرفت و بسیار خلایق بکشت  و آتشکده‌ها ویران کرد و از این خزانه‌های های او غارت کرد و خواسته به تاراج داد.
و آن زنِ گشتاسب حوطس را بکشت و دو دختر گشتاسپ  را از آن زن یکی نام همای و یکی را بادافره، چون ماه آفتاب، هر دو را برده کرد و بداشت.
و آن عَلَم بزرگ که میراث ملوک ایران بود و از خجستگی در خزینه داشتندی به دستِ او افتاد. و سر اندر نهاد بر اثرِ گشتاسب رفت با دلی قوی و عُدتی تمام.
چون این خبر به گشتاسپ آمد و او به نزدیکِ پارس رسیده بود دل‌شکسته شد، و از پیشِ او بگریخت. و به زمینِ پارس کوهی بود نامِ آن اصطخر و بدان‌جا حصاری محکم بود، آ‌نجا گریخت و به حصار اندر شد.
و خرزاسپ به مملکت پارس اندر نشست و همه مملکت پارس به‌دست او فرو‌گرفت. و کار بر گشتاسب تنگ‌تر شد و ندانست که چه کند. 
با او حکیمی بود، نام او جاماسب این مرد هم حکیم بود و هم عالم و هم سرهنگی مبارز. جاماسب او را گفت ای ملک ترا این همه خلل از کارِ اسفندیار است. گشتاسب او  را بفرستاد به زندان تا اسفندیار را از زندان بیرون آورد، و پیشِ او برد. آن‌گاه گشتاسب از اسفندیار عذر خواست و نیکویی [گفت و] بسیار نوید داد. و او را گفت اگر این دشمن را از من بازداری و بر دستِ تو کشته شود، و آن پادشاهی به دست من بازآید من با تو همان کنم که پدرم کرد لهراسب به زندگانی خویشتن، تا من مُلک به تو سپارم، و تاج بر سرت نهم و خود به خدمت پیشِ تخت تو بایستم. اسفندیار چون این بشنید پیش او سر به زمین نهاد و طاعت نمود فرمان او را. ...
اسفندیار رزم آورد تا آن حصار نیز بستد و ویران کرد و خواسته برداشت. از آنجا بگذشت همه ترکستان سراسر بگشت تا به تبت برسید. و هر شهری که از آن ترکستان همی گرفتی آن‌جا امیری ترک از دستِ خویش بنشاندی و موافقتی می‌بست با ایشان که خراج حمل بدو می‌دهند. و به هر شهری باژ و ساو بنهاد و بفرمود آن مالها هر سال حمل کنند و به خزینه گشتاسب بسپارند تا همه ترکستان را بر خویشتن صافی کرد. آن‌گاه به نزدیک ملک‌گشتاسب بازگشتی و به بلخ چشم همی داشت که چون این اثر نمود، و گشتاسپ آن نویدی که او را داداست وفا کند و بنگرست که تاج و تخت او را دهد. گشتاسب چون آن کارها به دستِ اسفندیار برآمد بود از او بترسید. و در آن وقت از رستم دستان کجا اسفهبد کیکاووس بود، سیاوخش را پروریده بود سخنانش هنوز مانده بود و کسی را اطاعت نداشتی. گشتاسپ مر اسفندیار را پیش خواند و برو آفرین کرده بنواختش آن شکرِ او بگذارد. گفت ای پسر بدان که من بر سر آن قولم که تو را مبذول داشته‌ام و وعده داد از حدیث تاج و تخت. ولیکن مرا یک حاجت دیگر مانده است و اندر یک مهم که این مهم الا به سعی تو کفایت نشود که مردان داری. بادن که این رستم که نیمروز دارد تا نوبتِ ملکی به ما رسید، ما را به هیچ نداشت و ملامت کرد، و طریقِ بی‌حرمتی سپرد. اکنون چنان خواهم که سپاهی بگزینی و آنجا شوی و او را به طاعت خوانی. اگر آمد با او کرامت کنی و از من نیکویی گویی و را بیاری و اگر هیچ‌گونه عذری آرد، نگر به عذر او فریفته نشوی که او مردی گُربُز است و پرحیلت. و به چرب‌سخنی تو را بفریید. با او رزم ساز تا او را دستگیر کنی. و پالهنگ بر گردنش اندر افکن و پیش من آر، یا بر دست تو کشته شود، یا ما از این ننگ سرکشی او بِرَهیم. چون از این کار فارغ شدی هیچ عذری بر من نماند در آن که تخت و تاج به تو سپارم.
.